# Planta Maggi-Maupin-Losi
La Planta de Roma conocida como Planta Maggi o Pianta prospettiva di Roma o Planta de Roma de 1625 es una representación de esta ciudad en perspectiva isométrica hacia el primer cuarto del siglo XVII.

## Historia
El pintor Giovanni Maggi comenzó a trabajar en una planta detallada en perspectiva isométrica de la ciudad de Roma durante el pontificado del papa Paulo V (1605-1621). Murió sin que se hubiesen grabado sus dibujos, siendo continuada esta tarea por Paolo Maupini. Se realizaron los grabados en madera.
La planta seria publicada un siglo después en Roma en el año 1774, por cuenta del editor Carlo Losi.
En 1915, como otras grandes plantas y vistas de Roma fue objeto de un estudio por el jesuita Franz Ehrle, que había sido prefecto de la Biblioteca Vaticana desde 1895 hasta 1914. En este estudio se describe que se conocían entonces solo dos copias completas de la Planta: una conservada en la Biblioteca Nacional de Roma y otra en una colección privada en Inglaterra, la del erudito y pintor Charles Fairfax Murray. Además existían otras copias incompletas: una en la colección del arqueólogo Rodolfo Lanciani y otra en la Biblioteca Nacional de Florencia. Esta última copia fue la base de la primera publicación moderna de la Planta por Alfonso Bartoli.

## Descripción
En su forma de publicación original, se componía de cuarenta y ocho hojas que juntas suman unas medidas de 4,20 metros de ancho y 2,20 de altura. La obra lleva su título dentro de una cartela situada en la mitad izquierda: 
Iconografia della Cittá di Roma delineata, e scolpita in legno a tempo di Pavolo V. publicata per la prima volta di Carlo Losi in quest’anno MMDCLXXIV
La vista se encuentra tomada desde el oeste de la ciudad, al contrario de la anterior planta isométrica de Roma realizada por Pérac-Lafrèry en la segunda mitad siglo XVI.